# داء السيلان
داء السيلان هو عبارة عن إفرازات مخاطية خاصةً مجري البول أو المهبل (إفرازات مهبلية). تقرن الجلد السلاني (Keratoderma blennorrhagicum) هو فائض من هذه الإفرازات. وغالبًا ما يرمز إلي وجود داء السيلان. في الواقع، بعد (Blennorrhagia) أيضا اسم ألماني لداء السيلان والذي كان يستخدم سابقًا، ولم يعد له استخدام تقنيًا. ولا يزال مرض تقرن الجلد السلاني هو أحد الأعراض الرئيسيه لمرض السيلان.